# Kantymir Murza
Kantymir Murza, stpol. Kántymir Báſzá (zm. 1637), zwany też chanem Temirem albo Krwawym Mieczem, tatarski dowódca i polityk. 

## Życiorys
Wielokrotnie dowodził najazdami tatarskimi na Rzeczpospolitą. Przewodził ordom przednim: Białogrodzkiej, Budziackiej i Dobrudzkiej. Około 1603 utworzył samodzielny Chanat Nogajski.
Główny sprawca zwycięstwa armii turecko-tatarskiej pod Cecorą w 1620. Brał udział w bitwie pod Chocimiem w 1621 roku, po której otrzymał tytuł bejlerbeja.
W zimie 1623–1624 Tatarzy pod jego dowództwem przeszli szybko przez Ruś Czerwoną i dotarli na zachodzie do Dunajca i Wisły w rejonie Sandomierza, zaś na północy do ziemi bełskiej, chełmskiej i województwa lubelskiego.
W lecie 1624 roku Tatarzy pod wodzą Kantymira splądrowali całą środkową Małopolskę aż pod Sędziszów i Krosno. W Urzejowicach, Gniewczynie, Sieteszy, Gaci, Markowej, Kosinie spalono kościoły i wsie, a ludność w dużej liczbie zabrano w jasyr.
Kantymir poniósł klęskę z rąk Stanisława Koniecpolskiego pod Martynowem 20 czerwca 1624, a ofiary jasyru zostały odbite.
9 października 1629 pobity przez Stefana Chmieleckiego nad Gniłą Lipą (bitwa pod Bursztynem – rozbicie zagonu tatarskiego Kantymira Murzy przez wojska koronne regimentarza Stefana Chmieleckiego; w walce poległ brat Kantymira, a 2 tys. Tatarów wzięto do niewoli). Po roku 1630 dążył do przejęcia władzy na Krymie, 4 lipca 1633 pobity pod Sasowym Rogiem, w 1635 wszczął wojnę domową.
W 1636 roku z jego polecenia jego syn ściął starostę Stanisława Daniłowicza, wuja późniejszego króla Polski Jana III Sobieskiego.
Pobity w 1637, został zamordowany z rozkazu sułtana tureckiego.
Miał brata Achtymira Murzę.